# マイ・フレンズ・アンド・ミー〜バート・バカラックへの想い
『マイ・フレンズ・アンド・ミー〜バート・バカラックへの想い』（原題：My Friends & Me）は、アメリカ合衆国の歌手ディオンヌ・ワーウィックが2006年に発表したアルバム。全曲とも自身の持ち歌のリメイクで、多数の女性歌手がデュエット・パートナーに起用された。

## 背景
「涙の別れ道」に参加したグラディス・ナイトは、1986年のシングル・ヒット曲「愛のハーモニー」でもワーウィックと共演した。「愛はいつまでも」は、1993年のアルバム『フレンズ・キャン・ビー・ラバーズ』でホイットニー・ヒューストンのデュエット・ナンバーとして発表された曲だが、本作ではワーウィックの孫に当たるシェイエンヌ・エリオット（本作をプロデュースしたデーモン・エリオットの娘）が起用された。「世界の窓と窓」にゲスト参加したダ・ブラットは、イラク問題やハリケーン・カトリーナについて言及したラップを提供している。「サン・ホセへの道」は、2003年に死去したサルサ歌手セリア・クルスとのデュエットで、ワーウィックが1998年に発表したアルバム『ディオンヌ・シングス・ディオンヌ』にも、クルスとの共演ヴァージョン（ミックスは異なる）が収録されている。
シンディ・ローパーと共演した「マイケルへのメッセージ」、マイアと共演した「遥かなる影」、グラディス・ナイトと共演した「涙の別れ道」は、ワーウィックが2014年に発表したデュエット・アルバム『フィールズ・ソー・グッド』でも流用されている。

## 反響・評価
アメリカでは総合アルバム・チャートのBillboard 200入りは果たせなかったが、『ビルボード』のR&Bアルバム・チャートでは66位に達し、『フレンズ・キャン・ビー・ラバーズ』（1993年）以来となるR&Bアルバム・チャート入りを果たした。
ジョン・ブッシュはオールミュージックにおいて5点満点中3点を付け「唯一オリジナルから劇的に変化した"The Windows of the World"は、4人ものゲスト・ボーカリストが参加し、歌詞の合間にダ・ブラットが世界情勢に関するラップを披露している。また、シンディ・ローパーが参加した静かなる嘆きの"Message to Michael"、ケリスが参加した"Raindrops Keep Fallin' on My Head"、ワイノナ・ジャッドが驚くほどスモーキーに歌った"Anyone Who Had a Heart"も聴き所である」と評している。また、2006年12月18日付の『ピープル』誌のレビューでは「大部分は楽しめるが、時に的外れなこともある」と評されている。

## 収録曲
特記なき楽曲はバート・バカラックとハル・デヴィッドの共作。
1. ウォーク・オン・バイ - "Walk On By" - 2:56
  - with グロリア・エステファン
2. マイケルへのメッセージ - "Message to Michael" - 3:00
  - with シンディ・ローパー
3. 遥かなる影 - "Close to You" - 4:01
  - with マイア
4. 涙の別れ道 - "I'll Never Love This Way Again" (Richard Kerr, Will Jennings) - 4:21
  - with グラディス・ナイト
5. 雨にぬれても - "Raindrops Keep Fallin' on My Head" - 2:28
  - with ケリス
6. 恋にめぐり逢い - "Déjà Vu" (Isaac Hayes, Adrienne Anderson) - 4:51
  - この曲のみソロでの歌唱。
7. 小さな願い - "I Say a Little Prayer" - 3:09
  - with リーバ・マッキンタイア
8. 恋するハート - "Anyone Who Had a Heart" - 3:45
  - with ワイノナ・ジャッド
9. 愛のめぐり逢い - "Then Came You" (Sherman Marshall, Phillip Pugh) - 3:27
  - with リサ・タッカー
10. ウィッシン・アンド・ホーピン - "Wishin' and Hopin'" - 3:04
  - with オリビア・ニュートン＝ジョン
11. 愛はいつまでも - "Love Will Find a Way" (Damon Elliott, Terry Steele) - 4:58
  - with シェイエンヌ・エリオット
12. 世界の窓と窓 - "The Windows of the World" - 3:28
  - with デボラ・コックス、ダ・ブラット、シャンテ・ムーア、アンジー・ストーン
13. サン・ホセへの道 - "Do You Know the Way to San Jose" - 5:46
  - with セリア・クルス

## 参加ミュージシャン
ゲスト・ボーカリストに関しては上記「収録曲」参照。
- ディオンヌ・ワーウィック - ボーカル
- デーモン・エリオット - キーボード、ドラムス、プログラミング
- テディ・ハーモン - ベース、キーボード、プログラミング
- グレッコ・ブラット - ギター